# Celedonio Monteagudo
Celedonio Monteagudo fue un hacendado y  político peruano. Fue dueño de la haciencda Macamango, cercana a Quillabamba.
Fue elegido diputado por la provincia de La Convención en 1913 durante el resto del gobierno de Augusto B. Leguía, los gobiernos de Guillermo Billinghurst y el primero de Oscar R. Benavides así como el inicio del segundo de José Pardo y Barreda.